# Альбер (кантон)
Альбер (фр. Albert) — кантон во Франции, находится в регионе О-де-Франс, департамент Сомма. Входит в состав округа Перонн.

## История
До 2015 года в состав кантона входили коммуны:
Авелюи, Альбер, Базантен, Бекордель-Бекур, Бокур-сюр-л'Анкр, Бомон-Амель, Бузенкур, Бюир-сюр-л'Анкр, Гранкур, Дернанкур, Ирль, Контальмезон, Курселет, Лавьевиль, Маме, Мениль-Мартенсар, Меольт, Милланкур, Миромон, Овиллер-ла-Буасель, Отюий, Ошонвиллер, Пис, Позьер, Тьепваль, Фрикур.
В результате реформы 2015 года   состав кантона был изменен. В него вошли упраздненные кантоны Ашё-ан-Амьенуа и Бре-сюр-Сомм, а также отдельные коммуны кантона Комбль.
После этого состав кантона еще дважды менялся: с 1 января 2017 года коммуны Мерикур-сюр-Сом и Этинеам объединились в новую коммуну Этинеам-Мерикур, а с 1 января 2019  года коммуны Карнуа и Маме образовали новую коммуну Карнуа-Маме.

## Состав кантона с 1 января 2019 года
В состав кантона входят коммуны (население по данным Национального института статистики за 2018 г.):
- Авелюи (522 чел.)
- Альбер (9 810 чел.)
- Англебельмер (305 чел.)
- Аркев (161 чел.)
- Арпонвиль (174 чел.)
- Ашё-ан-Амьенуа (589 чел.)
- Базантен (78 чел.)
- Беанкур (78 чел.)
- Бекордель-Бекур (158 чел.)
- Бертранкур (218 чел.)
- Бокур-сюр-л'Анкр (92 чел.)
- Бомон-Амель (211 чел.)
- Бре-сюр-Сом (1 274 чел.)
- Бузенкур (546 чел.)
- Бю-лез-Артуа (133 чел.)
- Бюир-сюр-л'Анкр (308 чел.)
- Варенн (219 чел.)
- Виль-сюр-Анкр (274 чел.)
- Вошель-лез-Оти (145 чел.)
- Гранкур (176 чел.)
- Дернанкур (558 чел.)
- Ирль (120 чел.)
- Каппи (544 чел.)
- Карнуа-Маме (287 чел.)
- Коленкан (89 чел.)
- Контальмезон (117 чел.)
- Куаньё (49 чел.)
- Курсель-о-Буа (79 чел.)
- Курселет (154 чел.)
- Кюрлю (170 чел.)
- Ла-Нёвиль-ле-Бре (263 чел.)
- Лавьевиль (171 чел.)
- Леальвиллер (166 чел.)
- Луванкур (285 чел.)
- Майи-Майе (630 чел.)
- Марикур (179 чел.)
- Марьё (126 чел.)
- Мениль-Мартенсар (237 чел.)
- Меольт (1 257 чел.)
- Милланкур (209 чел.)
- Миромон (658 чел.)
- Монтобан-де-Пикарди (212 чел.)
- Морланкур (367 чел.)
- Овиллер-ла-Буасель (442 чел.)
- Оти (275 чел.)
- Отюий (162 чел.)
- Ошонвиллер (144 чел.)
- Пис (121 чел.)
- Позьер (267 чел.)
- Пюшвиллер (555 чел.)
- Реншеваль (276 чел.)
- Санли-лез-Сек (300 чел.)
- Сен-Леже-ле-Оти (92 чел.)
- Сюзанн (190 чел.)
- Тутанкур (450 чел.)
- Тьевр (63 чел.)
- Тьепваль (126 чел.)
- Форсвиль (175 чел.)
- Фриз (181 чел.)
- Фрикур (490 чел.)
- Шюиньоль (153 чел.)
- Эдовиль (121 чел.)
- Эклюзье-Во (83 чел.)
- Эрисар (648 чел.)
- Этинеам-Мерикур (596 чел.)

## Политика
На президентских выборах 2022 г. жители кантона отдали в 1-м туре Марин Ле Пен 37,7 % голосов против 25,5 % у Эмманюэля Макрона и 14,1 % у Жана-Люка Меланшона; во 2-м туре в кантоне победила Ле Пен, получившая 57,7 % голосов. (2017 год. 1 тур: Марин Ле Пен – 34,0 %, Эмманюэль Макрон – 19,5 %, Жан-Люк Меланшон – 17,2 %, Франсуа Фийон – 15,8 %; 2 тур: Ле Пен – 51,8 %. 2012 год. 1 тур: Франсуа Олланд - 27,3 %, Марин Ле Пен - 26,7 %, Николя Саркози - 23,9 %; 2 тур: Олланд - 53,1 %).
С 2015 года кантон в Совете департамента Сомма представляют мэр коммуны Этинеам-Мерикур Франк Боварле (Franck Beauvarlet) и член совета города Альбер Виржини Карон-Декруа (Virginie Caron-Decroix) (оба - Союз демократов и независимых).
|                | Кандидаты                          | Партия                        | Первый тур | Первый тур     | Второй тур | Второй тур |
| Кол-во голосов | Кандидаты                          | Партия                        | % голосов  | Кол-во голосов | % голосов  |            |
| -------------- | ---------------------------------- | ----------------------------- | ---------- | -------------- | ---------- | ---------- |
|                | Франк Боварле Виржини Карон-Декруа | Союз демократов и независимых | 3 632      | 41,29          | 4 858      | 59,12      |
|                | Стефан Брюнель Перрин Фюль         | Разные левые                  | 2 164      | 24,60          | 3 359      | 40,88      |
|                | Рюди Дюбой Анаис Руссо             | Национальное объединение      | 1 883      | 21,41          |            |            |
|                | Эрик Кулон Женевьева Лебайи        | Прочие                        | 1 117      | 12,70          |            |            |

|                | Кандидаты                          | Партия                        | Первый тур | Первый тур     | Второй тур | Второй тур |
| Кол-во голосов | Кандидаты                          | Партия                        | % голосов  | Кол-во голосов | % голосов  |            |
| -------------- | ---------------------------------- | ----------------------------- | ---------- | -------------- | ---------- | ---------- |
|                | Франк Боварле Виржини Карон-Декруа | Союз демократов и независимых | 4 308      | 36,15          | 4 770      | 38,24      |
|                | Ксавье Жезю Коринн Бубер           | Национальный фронт            | 3 966      | 33,28          | 3 921      | 31,44      |
|                | Стефан Брюнель Женевьев Лебайи     | Разные левые                  | 3 642      | 30,56          | 3 781      | 30,32      |

|  | Кандидат       | Партия        | % голосов |
|  | -------------- | ------------- | --------- |
|  | Стефан Брюнель | Разные левые  | 50,68     |
|  | Эрик Кулон     | Разные правые | 49,32     |

|  | Кандидат      | Партия                         | % голосов |
|  | ------------- | ------------------------------ | --------- |
|  | Фернан Демийи | Союз за французскую демократию | 54,82     |
|  | Жак Карльез   | Социалистическая партия        | 45,18     |